# Stichodactyla mertensii
Stichodactyla mertensii är en havsanemonart som beskrevs av Brandt 1835. Stichodactyla mertensii ingår i släktet Stichodactyla och familjen Stichodactylidae. Inga underarter finns listade i Catalogue of Life.